# Силлабема
Силлабе́ма (греч. syllabe — слог) — слог, характеризующийся общими для его элементов, взаимопроникающими признаками; термин используется в случаях, когда невозможно определить, согласному или гласному принадлежит тот или иной признак (так, для праславянского языка реконструируется система фонологических оппозиций, в которой признак твёрдости — мягкости принадлежит слогу в целом, а не отдельным составляющим его фонемам). Для языков, где слог имеет чёткую структуру, силлабема может быть выбрана в качестве основной единицы фонологического описания.
Слог также может рассматриваться как силлабема, когда его структура несущественна для целей исследования (к примеру, в метрике). В подобных случаях он предстаёт как целостная фонологическая (смыслоразличительная) единица, аналогичная фонеме.

## В теории письма
В теории письма силлабема понимается как единица силлабического письма.